# Joruma nigricans
Joruma nigricans är en insektsart som beskrevs av Henry Fairfield Osborn 1928. Joruma nigricans ingår i släktet Joruma och familjen dvärgstritar.
Artens utbredningsområde är Bolivia. Inga underarter finns listade i Catalogue of Life.